# ラトカースブルク郡

ラトカースブルク郡
Bezirk Radkersburg

ラトカースブルク郡（ラトカースブルクぐん、独: Bezirk Radkersburg）は、オーストリアのシュタイアーマルク州にある郡（Bezirk; 行政管区とも訳される）。郡庁所在地はバート・ラトカースブルク。
北でフェルトバハ郡と、西でライプニッツ郡と接する。南東はスロベニアへ食い込んでおり、国境を隔てて南でシェンティリとゴルニャ・ラドゴナおよびわずかにラデンツィと、東でティシナとツァンコヴァおよびロガショフツィと接している。
ラトカースブルク郡には以下の18の市町村（Gemeinde; ゲマインデ）がある。そのうちバート・ラトカースブルクとムーレックが市（Stadt）に、また6つが町（Marktgemeinde; 市場町）に指定されている。
- バート・ラトカースブルク Bad Radkersburg （市）
- ビーアバウム・アム・アウエルスバッハ Bierbaum am Auersbach
- ドイチュ・ゴリッツ Deutsch Goritz
- ディーテルスドルフ・アム・グナスバハ Dietersdorf am Gnasbach
- アイヒフェルト Eichfeld
- ゴスドルフ Gosdorf
- ハルベンライン Halbenrain （町）
- ホーフ・バイ・シュトラデン Hof bei Straden
- クレヒ Klöch （町）
- メッタースドルフ・アム・ザスバッハ Mettersdorf am Saßbach （町）
- ムーレック Mureck （市）
- ムルフェルト Murfeld
- ラトカースブルク・ウムゲーブング Radkersburg Umgebung
- ラッチェンドルフ Ratschendorf
- ザンクト・ペーター・アム・オッタースバハ Sankt Peter am Ottersbach （町）
- シュトラデン Straden （町）
- ティーシェン Tieschen （町）
- トレシング Trössing
- ヴァインブルク・アム・ザスバッハ Weinburg am Saßbach